# C'était la guerre
Pour plus de détails, voir Fiche technique et Distribution.
C'était la guerre est un téléfilm de Maurice Failevic et Ahmed Rachedi sorti en 1992, divisé en 2 épisodes de 1h30 portant sur la guerre d'Algérie.
Il obtient le prix du FIPA d'or en 1993 à Cannes.

## Synopsis
Regard croisé de deux réalisateurs, l'un français et l'autre algérien, qui racontent l’apprentissage, dans ce conflit de la guerre d'Algérie, à travers l’histoire d’un jeune Algérien qui a rejoint le maquis et celle d’un appelé français, instituteur dans le civil.  

## Fiche technique
- Titre : C'était la guerre
- Réalisation : Maurice Failevic
- Scénario : Jean-Claude Carrière, Commandant Azzedine, Amazit Boukhalfa, Maurice Failevic, Ahmed Rachedi, d'après le livre de Jean-Claude Carrière La Paix des braves et le livre du commandant Azzedine On nous appelait Fellagas

- Photographie : Jean Monsigny
- Son : Dominique Levert, Martin Boisseau
- Musique : Michel Portal
- Montage : Claude Frèchède
- Production : Paul-Edmond Decharme
- Société de production : France 2 et les productions Dussart

- Pays d'origine :   Algérie
 France
- Langue originale : français et arabe
- Format : couleur
- Genre : Film dramatique
- Durée : 2 X 90 minutes
- Date de sortie : 2 janvier 1993

## Distribution
- Benoit Giros : Gachon

- Kamel Rouini : Ali

- Nicolas Abraham : Blanchot

- Roland Amstutz : le colonel

- Yves Aubert : le capitaine Colas

- Gérard Bignon : Mijolle

- Gérard Dauzat : un capitaine SAS
- Gérard Bournel

- Vincent Colombe
- Thierry de Peretti
- Bruno Lopez
- Nicolas Moreau
- Jérôme Pouly
- Romain Provignon
- Olivier Siou
- Pascal Tantot : Chaumeil